# Wachsfiguren (Comic)
Wachsfiguren (Originaltitel: Terreur) ist eine zwischen 2002 und 2004 erschienene frankobelgische Comicserie.

## Handlung
Marie Grosholtz leitet während der Französischen Revolution das Museum ihres Vaters. Nach einem nächtlichen Einbruch bemerkt sie, dass die Totenmaske des Grafen von Vitray nicht mit dessen Porträt übereinstimmt. Als das Museum von der Polizei untersucht wird und sie von Kommissar Jabot des Mordes beschuldigt wird, muss sie um ihr Leben fürchten.

## Hintergrund
André-Paul Duchâteau schrieb die Kriminalgeschichte. René Follet wandte für die Zeichnungen erstmals die Direktkolorierung an. Le Lombard veröffentlichte die Alben und die Gesamtausgabe. Im deutschen Sprachraum gab comicplus+ die Alben heraus.

## Alben
- Um Kopf und Kragen (1/2002)
- In der Fremde (2/2004)